# Матвеевское (Калининский район)
Матвеевское — деревня в Калининском районе Тверской области. Входит в состав Верхневолжского сельского поселения.

## География
Деревня находится в юго-восточной части Тверской области на расстоянии приблизительно 33 км на юг-юго-запад от города Тверь.

## История
Деревня (тогда Матвеевская) была отмечена на карте еще 1840 года. В 1859 году здесь (деревня Тверского уезда Тверской губернии) было учтено 13 дворов.

## Население
Численность населения: 207 человек (1859 год), 13 (русские 92 %) 2002 году, 7 в 2010.